# Селіштя (Мехедінць)
Селіштя (рум. Seliștea) — село у повіті Мехедінць в Румунії. Входить до складу комуни Ісверна.
Село розташоване на відстані 278 км на захід від Бухареста, 37 км на північ від Дробета-Турну-Северина, 141 км на південний схід від Тімішоари, 117 км на північний захід від Крайови.

## Населення
За даними перепису населення 2002 року у селі проживали 545 осіб, усі — румуни. Усі жителі села рідною мовою назвали румунську.